# Chemin de fer de Catherine
 (juin 2024).
Si vous disposez d'ouvrages ou d'articles de référence ou si vous connaissez des sites web de qualité traitant du thème abordé ici, merci de compléter l'article en donnant les références utiles à sa vérifiabilité et en les liant à la section « Notes et références ».
Le chemin de fer de Catherine est un ancien axe ferroviaire de l'Empire russe construit entre 1889 et 1904.

## Histoire
Le projet date de 1862 ; en 1875 le premier tronçon était ouvert entre les gares de Kazan et Iassynouvata puis vers la gare de Synelnykove-1.
La circulation ouvrait début 1884. L'entreprise fut nationalisée en 1918 puis prit le nom de Stalinska. La ligne traversait les régions de Kharkov, Kherson, Tauride, Iekaterynoslav et le territoire de la région du Don.
La construction du pont ferroviaire Dnipro a été un acte important pour relier les différentes branches de la ligne. En 1918 la compagnie devint le Chemin de fer de Staline.

### Ouvrages d'art

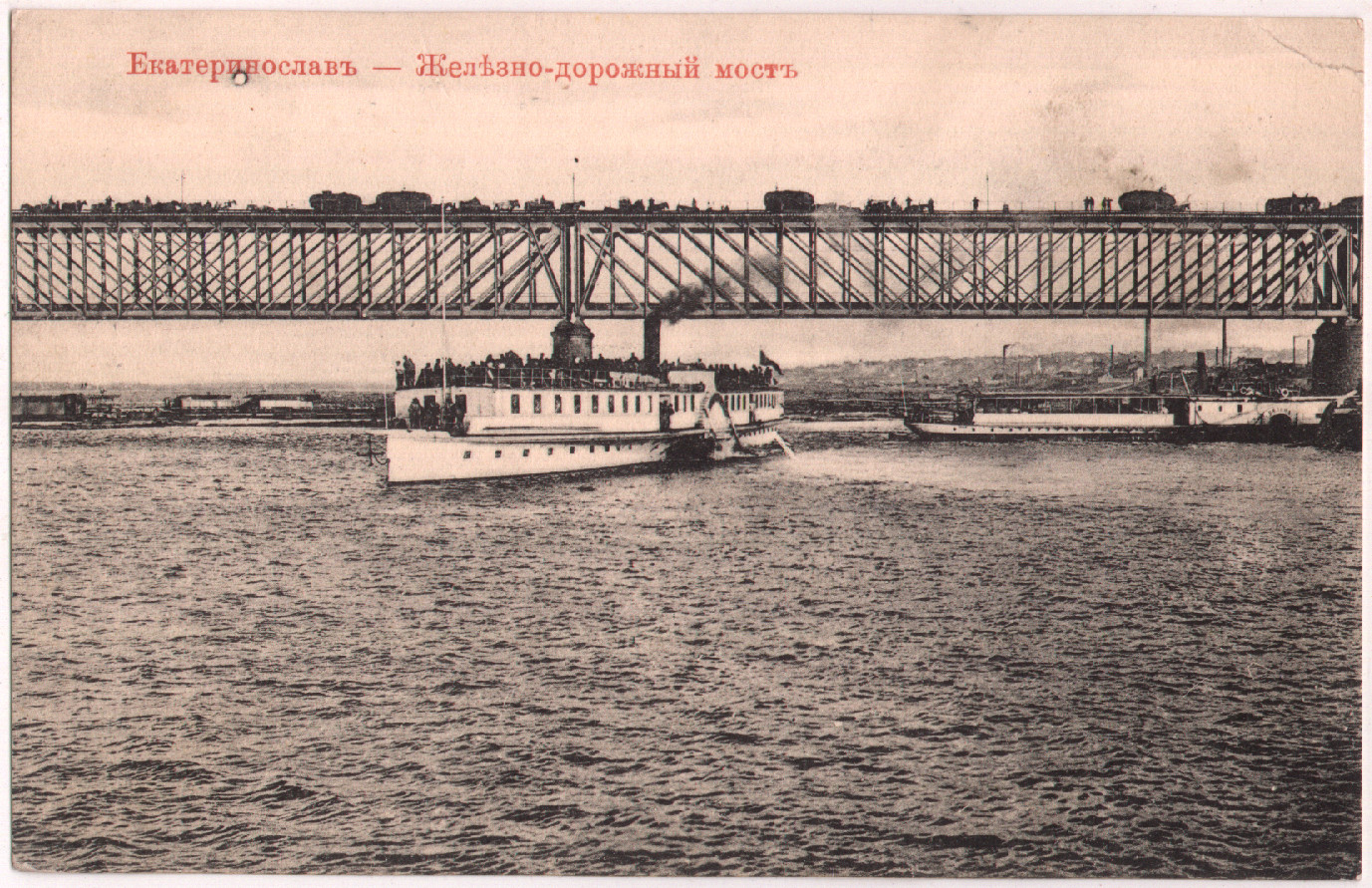
Le Pont d'Amour en 1910.

### Tracé

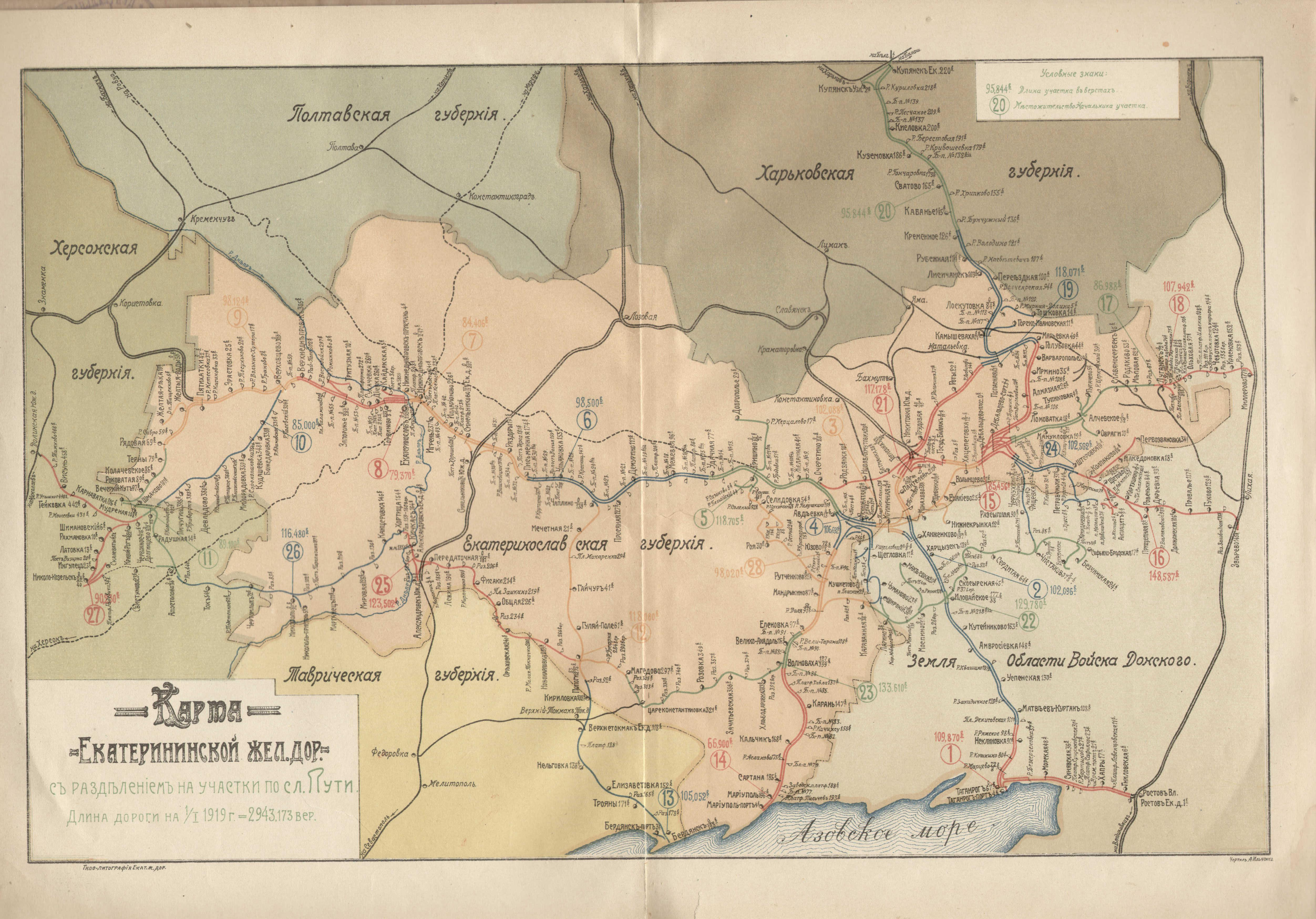
La ligne en 1919.

## Caractéristiques

### Gares

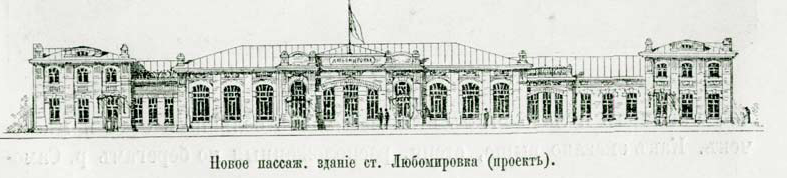
La gare de Verkhivtseve ouverte en 1884.
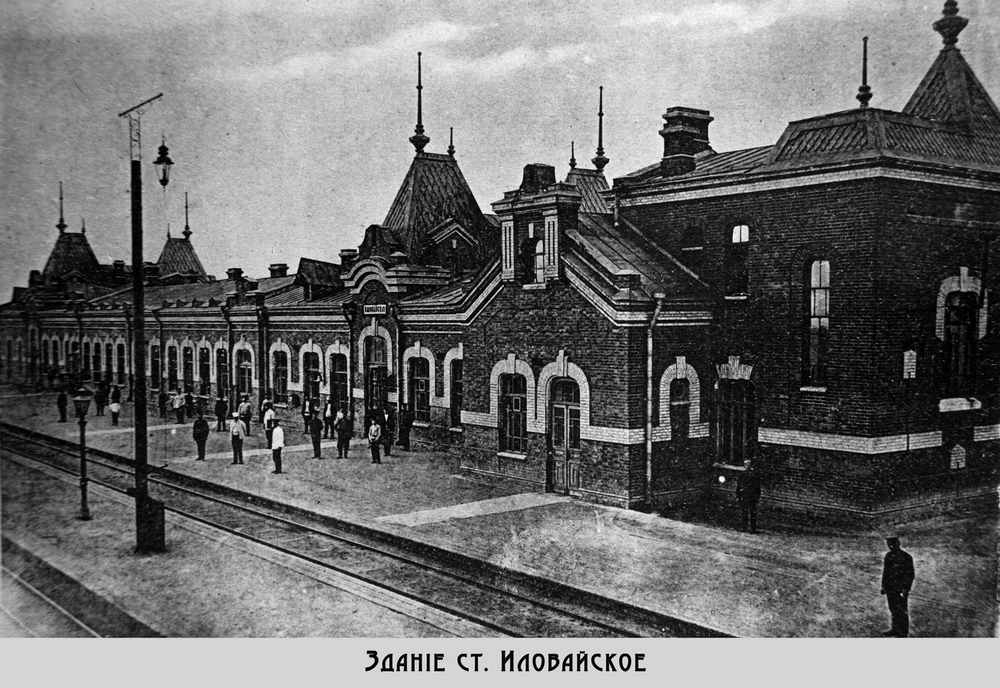
La gare d'Ilovaïsk en 1909.